# Cratere Dawes (Marte)
Dawes è un cratere sulla superficie di Marte.
Il cratere è dedicato all'astronomo britannico William Rutter Dawes.